# رزماری ولز
رُزماری ولز (انگلیسی: Rosemary Wells) نویسنده و مؤلف اهل ایالات متحده آمریکا است.
از فیلم‌ها یا مجموعه‌های تلویزیونی که وی در آن‌ها نقش داشته است، می‌توان به مکس و روبی اشاره نمود.